# Albert Steinrück (Politiker)
Albert Steinrück (* 20. Juli 1849 in Wetterburg; † 3. April 1924 in Korbach) war ein deutscher Politiker und Bürgermeister von Korbach.

## Leben
Steinrück war der Sohn des Oberförsters Georg Friedrich Steinrück. 1875 heiratete er in Korbach Luise Wilhelmine Müller, die Tochter des Korbacher Kaufmanns und Gemeinderatsmitglieds Friedrich Wilhelm Müller. Steinrück war 1892 bis 1897 und erneut 1904 bis 1915 Bürgermeister von Korbach. In seine Amtszeit fiel der Eisenbahnanschluss der Stadt und der Aufstieg zur Industriestadt. Er veranlasste die Pflasterung der Stadt und viele Baumaßnahmen. An seinem 75. Geburtstag, dem 20. Juli 1924 wurde er zum Ehrenbürger der Stadt ernannt.